# Pereskia aculeata

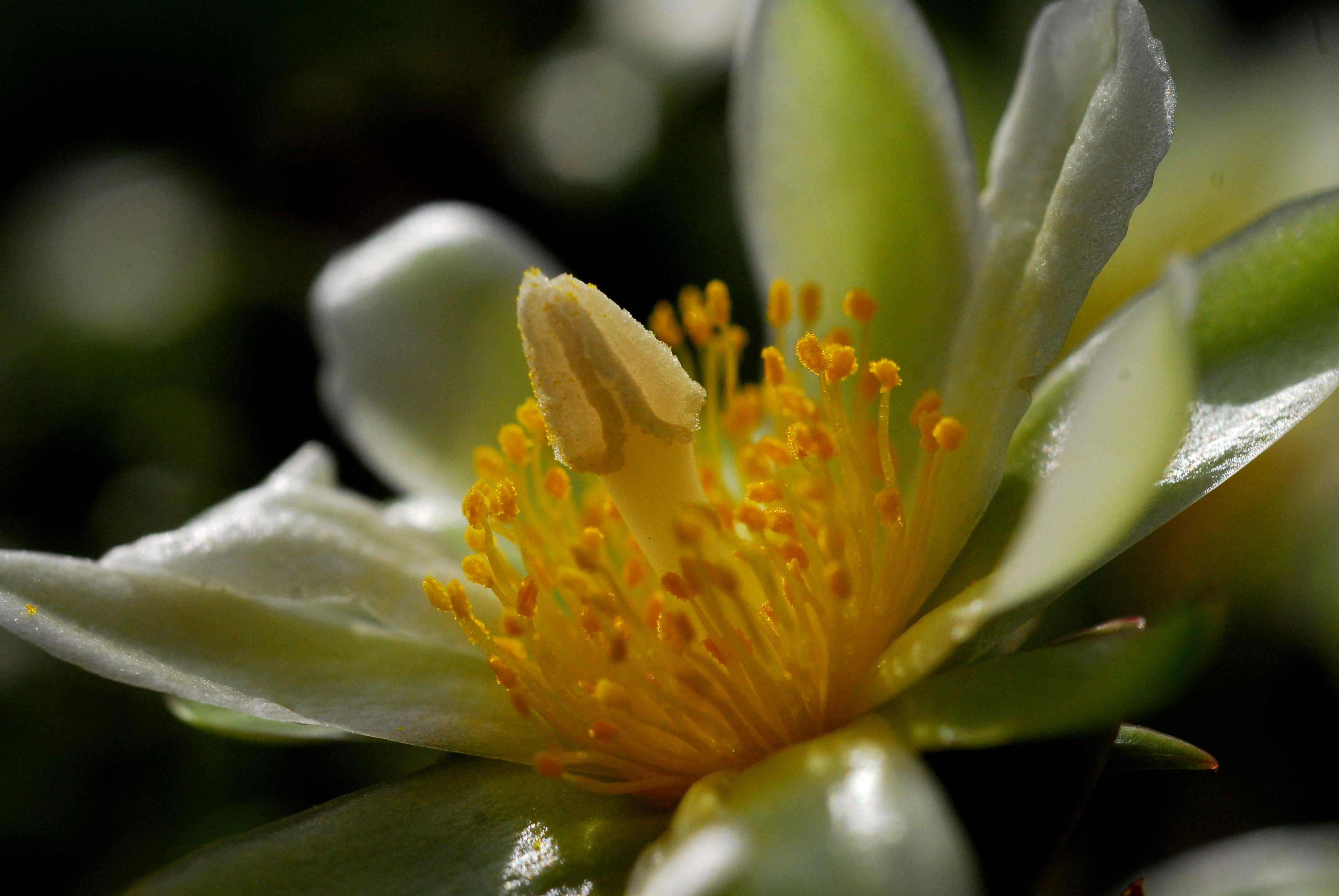
Blüte im Detail

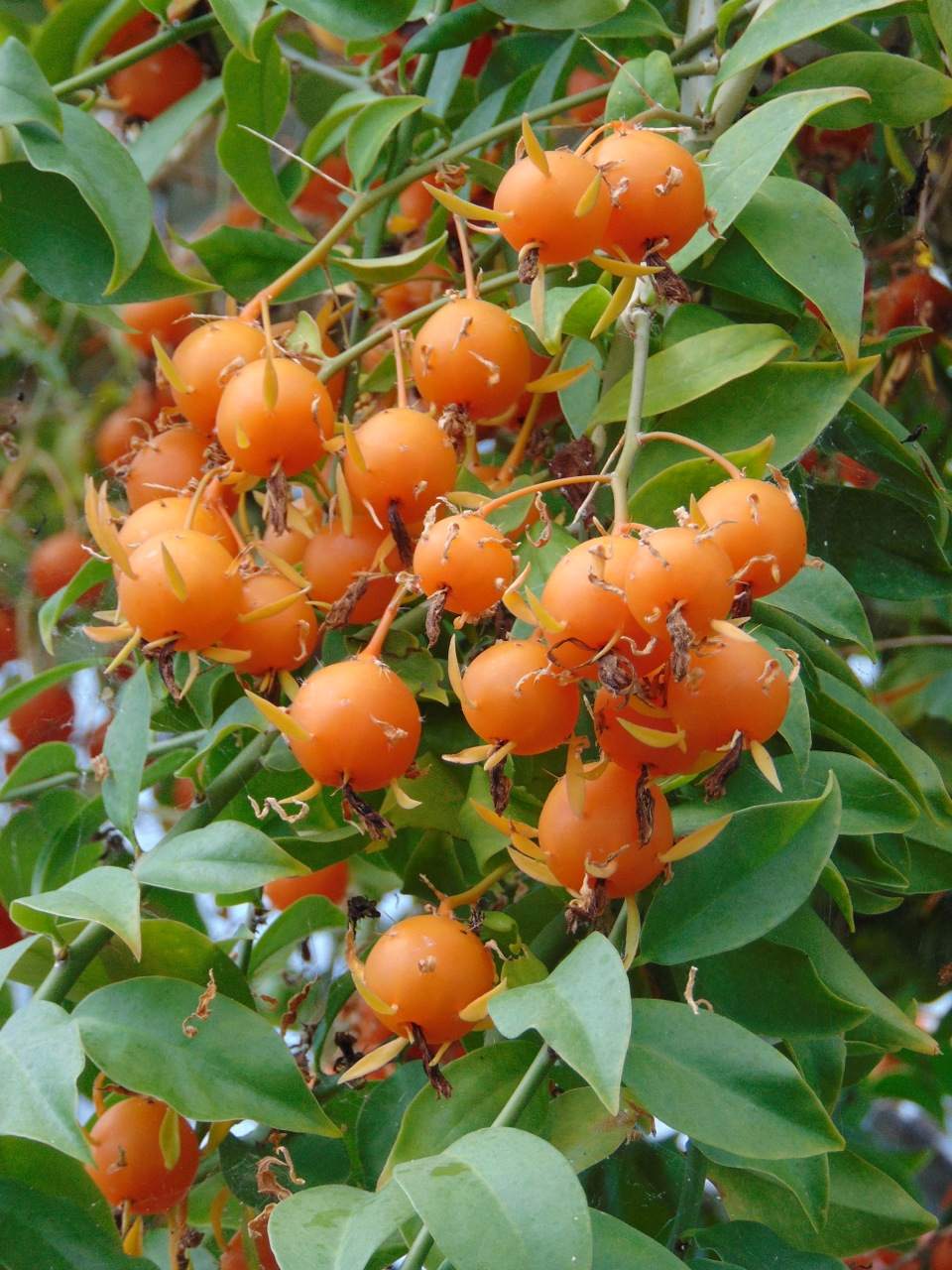
Früchte von Pereskia aculeata

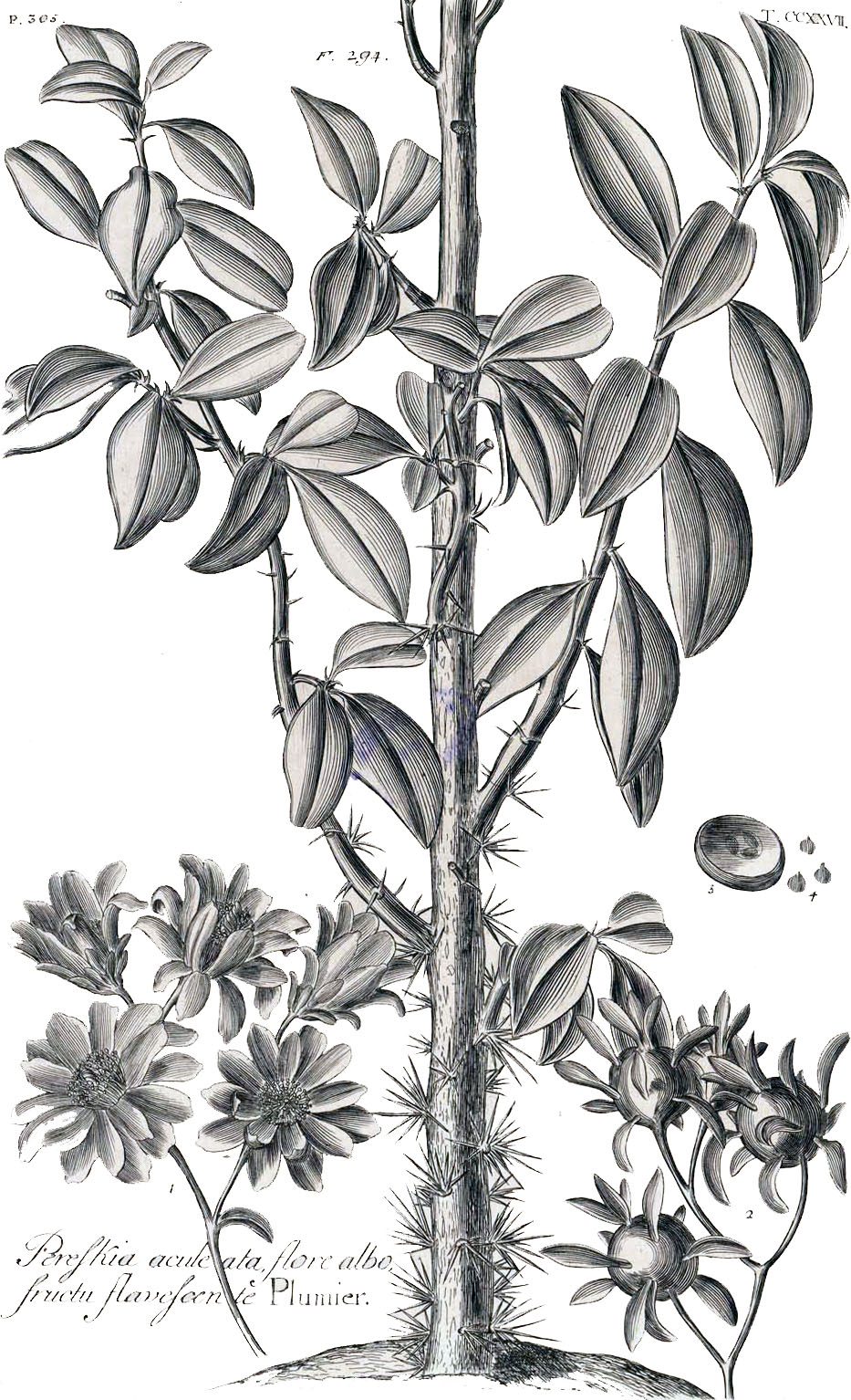
Iconotyp von Pereskia aculeata. Tafel 277 aus Johann Jacob Dillens Hortus Elthamensis von 1732

Pereskia aculeata ist eine Pflanzenart in der Gattung Pereskia aus der Familie der Kakteengewächse (Cactaceae). Das Artepitheton aculeata stammt aus dem Lateinischen, bedeutet ‚stachlig‘ und verweist auf die bedornten Triebe. Trivialnamen sind „Barbados Gooseberry“, „Bugambilia Blanca“, „Camelia Blanca“, „Grosellero“, „Jasmin de Uvas“, „Leafy Cactus“, „Lemon Vine“, „Ramo de Novia“, „Rose Cactus“, „Surinam Gooseberry“ und „Tsumya“.

## Beschreibung
Pereskia aculeata bildet spreizklimmende Sträucher bis verholzte, kletternde Lianen von 3 bis 10 Metern Länge. Die gräulich braunen, etwas längsrissigen Haupttriebe weisen Durchmesser von 2 bis 3 Zentimetern auf. 
Die unterschiedlich großen und geformten, leicht fleischigen Laubblätter sind elliptisch oder eiförmig, -lanzettlich bis verkehrt-eiförmig und sind kurz gestielt. Die ganzrandige, kahle Blattspreite ist 4,5 bis 11 Zentimeter lang und 1,5 bis 5 Zentimeter breit und an der Spitze bespitzt bis spitz. Die gefiederten Blattadern weisen 4 bis 7 Seitenverzweigungen auf. An der Unterseite ist die Mittelrippe erhaben. Die Dornen sind dimorph (zweigestaltig). Die primären 1 bis 3 Dornen sind immer zurückgebogen und krallenartig. Sie treten meist in Paaren auf, sind etwas abgeflacht und 4 bis 8 Millimeter lang. Bis zu 25 sekundären Dornen erscheinen aus älteren Areolen. Diese sind gerade, ausgebreitet und 1 bis 3,5 Zentimeter lang.
Die weißlichen bis gelblichen oder rosafarbenen und duftenden, kurz gestielten, zwittrigen Blüten stehen in endständigen oder seitlichen und rispigen Blütenständen aus 70 (oder mehr) Einzelblüten zusammen. Sie erreichen Durchmesser von 2,5 bis 5 Zentimetern und besitzen sehr viele, relativ kurze, ungleiche und basal verwachsene Staubblätter. Das Perigonium ist zweikreisig mit einigen (10–18) Tepalen. Der Fruchtknoten ist oberständig bis halboberständig mit einem dicklichen Griffel, die mehr oder weniger aufrechte Narbe ist gelappt.
Die essbaren, kugelförmigen, fleischigen, anfangs bedornten oder beblätterten, leicht ledrigen, mehrsamigen Früchte, Beeren (Scheinfrucht) mit dünner, glatter Schale weisen Durchmesser von 1,5 bis 2,5 Zentimeter auf. Bei Reife sind sie gelb bis orange. Blütenreste können vorhanden sein. Die abgeflachten, fein texturierten Samen sind schwärzlich und etwa 4–5 Millimeter groß, glatt und mit einem kleinen Hilum.
Die Chromosomenzahl beträgt 2n = 28.

## Verbreitung, Systematik und Gefährdung
Das Verbreitungsgebiet von Pereskia aculeata erstreckt sich durch die Karibik und reicht in Südamerika bis in den Nordosten Argentiniens.
Die Erstbeschreibung als Cactus pereskia durch Carl von Linné wurde 1753 veröffentlicht. Philip Miller stellte die Art 1768 in die von ihm 1754 aufgestellte Gattung Pereskia. Um ein Tautonym zu vermeiden, wählte er den neuen Namen (nom. nov.) Pereskia aculeata. Weitere Nomenklatorische Synonyme sind Pereskia pereskia (L.) H.Karst. (1882) und Pereskia peireskia H.Karst. (1898). Es existieren zahlreiche taxonomische Synonyme.
Pereskia aculeata wird in der Roten Liste gefährdeter Arten der IUCN als „Least Concern (LC)“, d. h. nicht gefährdet eingestuft.

## Nutzung
Die Früchte und die Blätter der Pflanze werden in Teilen Brasiliens als Nahrungsmittel genutzt. Die Pflanze trägt dort den populären Namen ora-pro-nóbis (lat. „Bete für uns“, aus der katholischen Liturgie). Mit ihrem Proteingehalt von ca. 3 % gelten die frischen Blätter als „Fleisch der Armen“. Die getrockneten Blätter haben einen Proteingehalt von etwa 25 %. Zudem sind die frischen Blätter reich an einigen Mineralien (Kalzium, Mangan, Zink, Eisen) und Vitaminen (A, C, Folsäure), sowie Ballaststoffen.
Die Früchte werden roh oder gekocht verwendet.